# Endereço postal

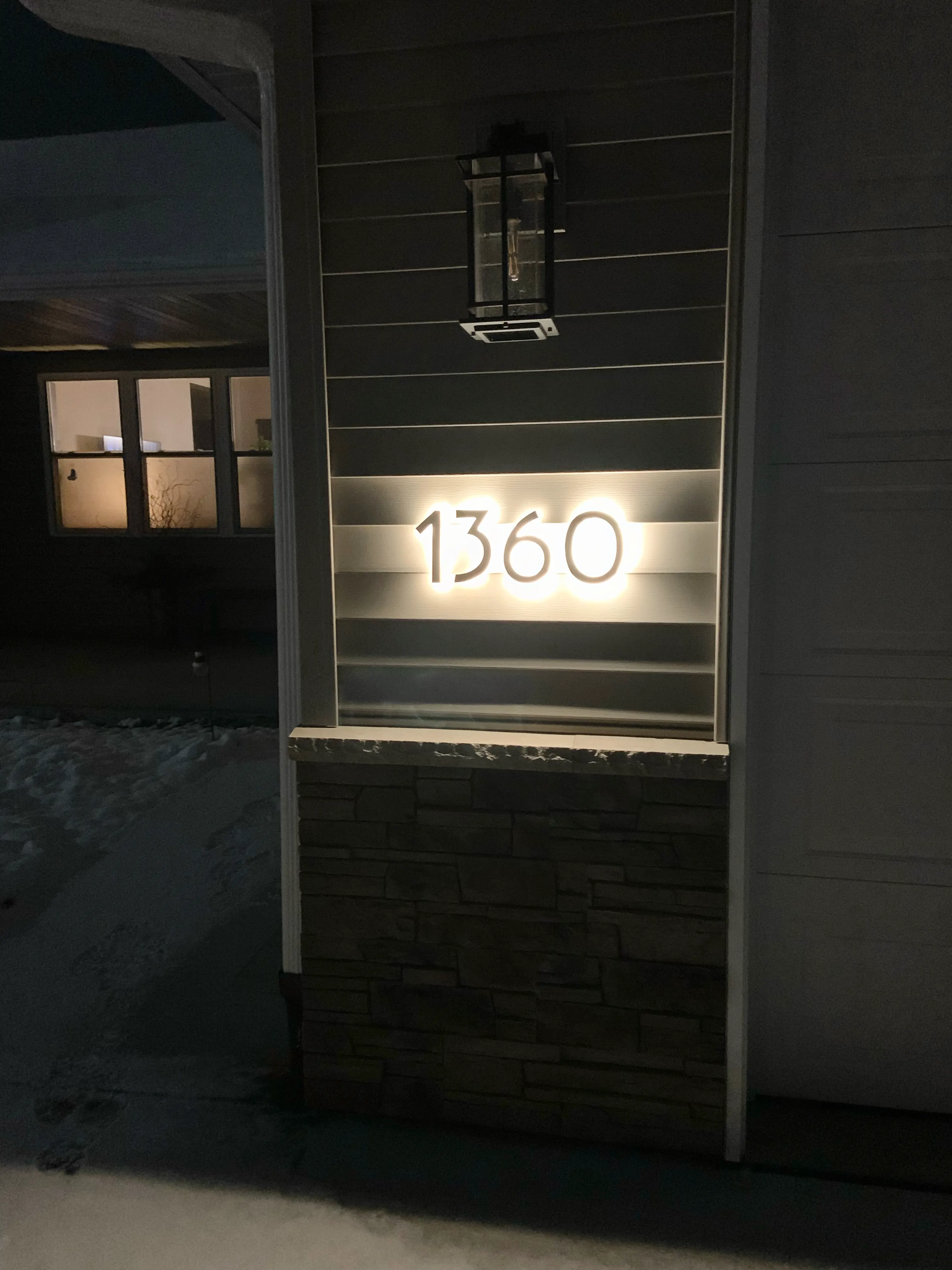
Endereço iluminado para enxergar melhor à noite

Um endereço postal é uma coleção de informações, apresentadas em um formato quase sempre fixo, usadas para fornecer a localização de um edifício, apartamento ou outra estrutura, ou um terreno, geralmente usando limites políticos e nomes de ruas como referências, juntamente com outros identificadores, como números de imóveis. Alguns endereços também contêm códigos especiais, como um código postal, para facilitar a identificação e auxiliar no roteamento de correspondências.
Os endereços fornecem um meio de localizar fisicamente um edifício. Eles são usados para identificar edifícios como pontos finais de um sistema postal e como parâmetros na coleta de estatísticas, especialmente em censos e no setor de seguros. Os formatos de endereço variam e, diferentemente das coordenadas de latitude e longitude, não há um mapeamento simples de um endereço para um local.

## História
Até os séculos XVIII e XIX, a maioria das casas e edifícios não eram numerados. A nomeação e numeração das ruas começou na época do Iluminismo, também como parte de campanhas de censo e recrutamento militar, como nos domínios de Maria Teresa em meados do século XVIII. A numeração permitiu a entrega eficiente do correio, à medida que o sistema postal evoluiu nos séculos XVIII e XIX para atingir um uso generalizado.
O tratamento abrangente de todos os edifícios ainda é incompleto, mesmo nos países desenvolvidos. Por exemplo, nos Estados Unidos a Nação Navajo ainda atribuía endereços rurais em 2015 e a falta de endereços pode ser usada para privar os eleitores dos seus direitos políticos. Em muitas cidades da Ásia, a maioria das ruas menores nunca recebeu nome, e isso ainda acontece hoje em grande parte do Japão. Mais de um terço dos endereços na Irlanda partilhavam o seu endereço com pelo menos uma outra propriedade na altura da introdução do Eircode em 2015.